# Карабутовское водохранилище
Карабутовское водохранилище (Водохранилище Ромен) — русловое водохранилище на реке Ромен, в Конотопском районе Сумской области Украины. Создано в 1982 году. Одно из самых больших водохранилищ Сумской области.

## География
Плотина водохранилища находится в 3 километрах юго-восточнее сёла Карабутово. На берегах населённые пункты: на правом — Капитановка, Шпотовка, Базилевка, на левом — Нехаевка и Пекари.

## Описание
Площадь водного зеркала 502 га.
Объём при нормальном подпорном уровне 12,970 млн м³.
Длина плотины 340 метров.